# Dukkarwadi
 (février 2018).
Dukkarwadi est un village du district de Belgaum dans l'État du Karnataka, dans le Sud de l'Inde,.